# Pupusa
Un pupusa (ou une pupusa) est un type de gâteau épais ou de pain plat du Salvador, fait de semoule de maïs ou de farine de riz, semblable à l'arepa vénézuélien et colombien. Au Salvador, il a été déclaré plat national et a une journée spécifique pour le célébrer. Il est généralement farci avec un ou plusieurs ingrédients qui peuvent inclure du fromage (comme le quesillo ou du fromage avec des bourgeons de loroco), du chicharrón, de la courge ou des haricots frits. Il est généralement accompagné de curtido (une salade de chou épicée) et de salsa à la tomate, et est traditionnellement mangé à la main. 
Le pupusa est un plat salvadorien très répandu maintenu par la tradition instituée de génération en génération. Bien qu'on ne connaisse pas de manière certaine son origine, des études anthropologiques indiquent que le plat proviendrait d'Amérique centrale, plus particulièrement du Salvador occidental. Il demeure cependant largement consommé au Honduras et au Guatemala, également depuis plusieurs générations.
Le commerce où l'on prépare et vend des pupusas est nommé pupusería (es), il s'agit fréquemment d'un casse-croûte.

## Origine
Les études anthropologiques de Ramón Rivas situent l'origine des pupusas avant l'arrivée des conquistadors espagnols en terres américaines. Selon le spécialiste en langue nahuatl, Manuel Bonilla, l'origine du mot pupusa pourrait venir de deux interprétations :
- Púpu qui signifie renversé et Tsa qui signifie rempli.
- Putsúua qui signifie farcir.

Le nahuatl était la langue des Pipils habitant le site précolombien de la partie centrale et occidentale du Salvador connue aujourd'hui comme le département de Cuscatlán.
Bernardino de Sahagún fut un des religieux qui débarquèrent en Amérique ; dans un de ses textes en 1570, il relate l'existence d'un mets de masa cuite et mélangée à de la viande et des haricots. D'autre part, le Musée David J. Guzmán affirme que les pupusas étaient une composante fondamentale de la diète aux sites précolombiens en Ahuachapán, probablement de quichés qui avaient émigré du Guatemala.

## Préparation

### Ingrédients
Les ingrédients varient selon la pupusa à préparer. Il existe deux types de masa, celle de maïs et celle de riz. Ayant choisi quelle sera la masa, la farce peut être faite de fromage, de haricots, de couenne de porc (chicharrón), de loroco, de chipilín, d'épinards, de courge, de poulet, de viande, de champignons ou de poisson.

### Confection
Chaque pupusa consiste en deux cuillerées de masa et une cuillerée de farce. Sa confection peut se faire de deux façons :
- La façon recommandée pour les néophytes : prendre une cuillerée de masa et l'aplatir sur une surface place afin de former une pièce circulaire de 5 mm d'épaisseur. Recouvrir la pâte de farce en faisant attention à ne pas couvrir les bords; mettre une autre pièce faite de la même façon et sceller attentivement les bords.

- la façon recommandée pour les expérimentés : faire une boule avec deux cuillerées de masa. Avec les doigts, faire un trou au centre de la boule dans laquelle mettre la farce. Refermer le trou et aplatir entre les mains en faisant attention à donner une forme circulaire à la pupusa.

Dans l'une ou l'autre des méthodes, on doit porter attention à ce que la forme soit circulaire, que la farce soit bien distribuée, que la couche de masa ne soit pas trop épaisse et qu'il n'y ait pas d'ouvertures pour laisser sortir la farce.

### Cuisson
La cuisson peut se faire sur un comal à bois ou une plaque de métal ou antiadhésive chauffée au propane ou à la cuisinière électrique.
La surface doit être à 80 °C et peut être huilée pour éviter que la masa ne colle. La pupusa doit être posée à plat sur la surface et rester au moins dix minutes ; ensuite, elle doit être retournée pour cuire l'autre côté qui sera prêt en approximativement cinq minutes.
Après les avoir retirées du feu, il est recommandé d'envelopper les pupusas dans du papier d'aluminium pour conserver la chaleur jusqu'au moment de servir.

## Galerie

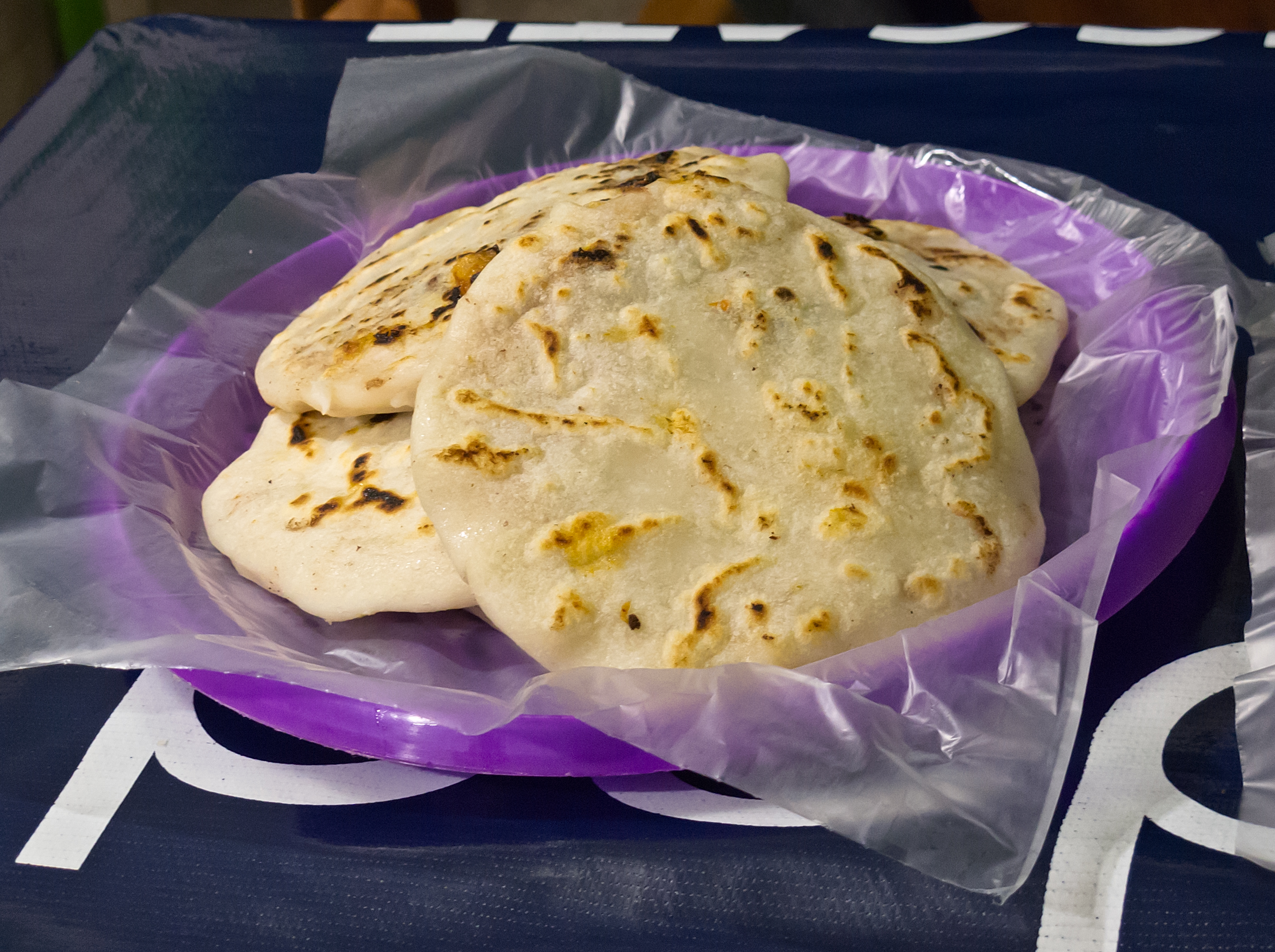
Des pupusas traditionnels salvadoriens.
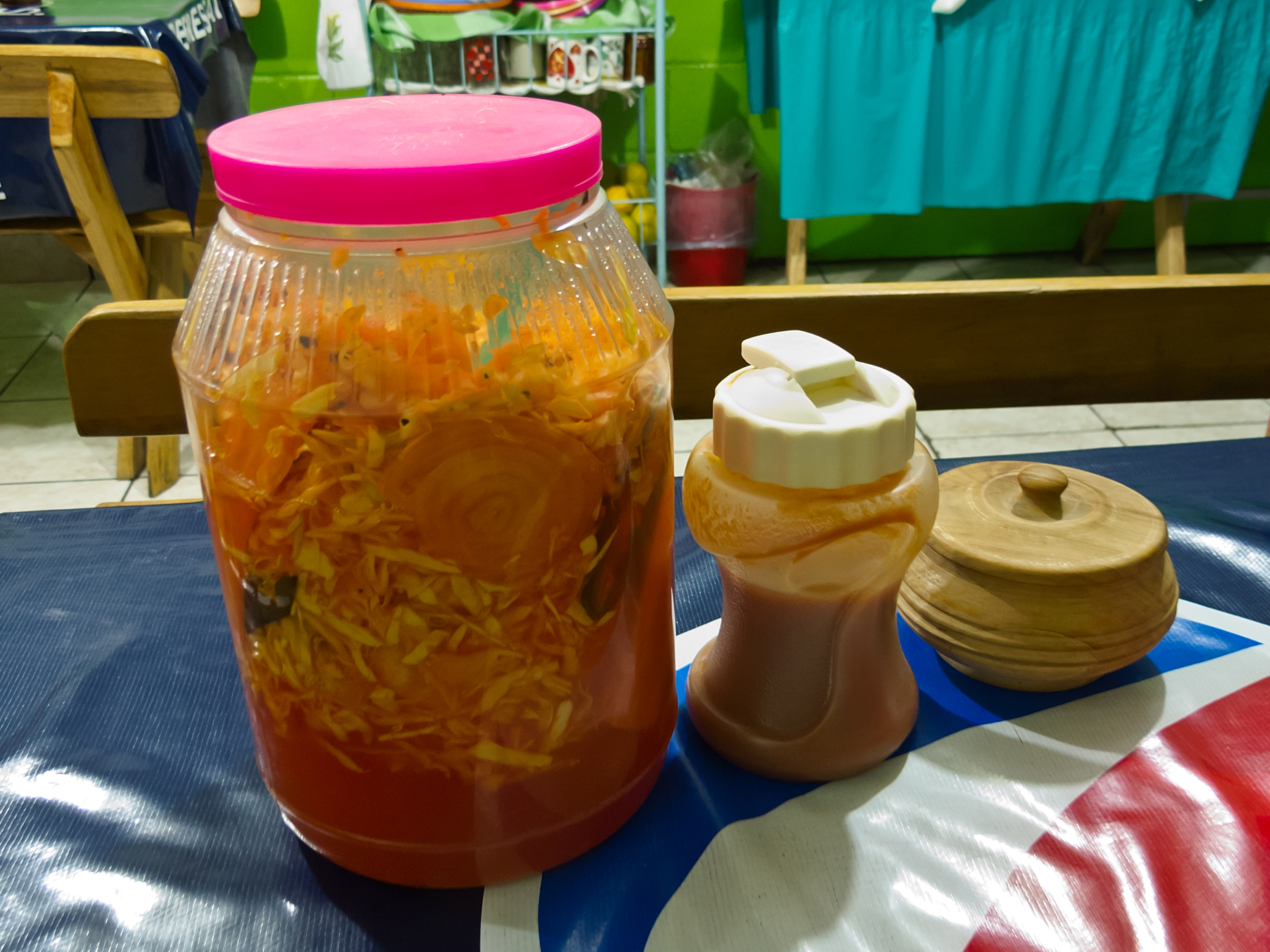
De la choucroute et de la sauce tomate, condiments habituellement servis avec les pupusas.
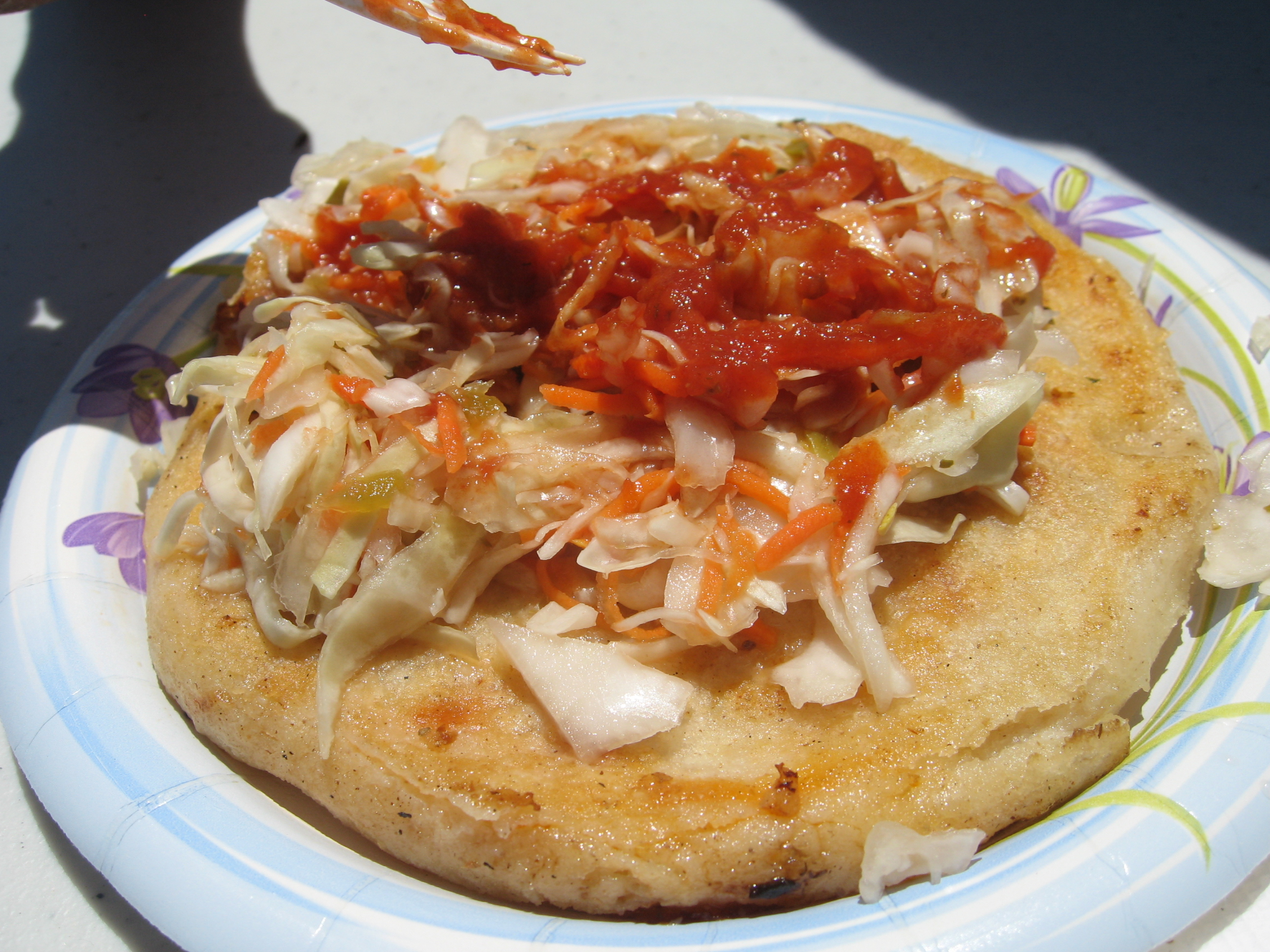
Un pupusa avec de la sauce tomate et du curtido.
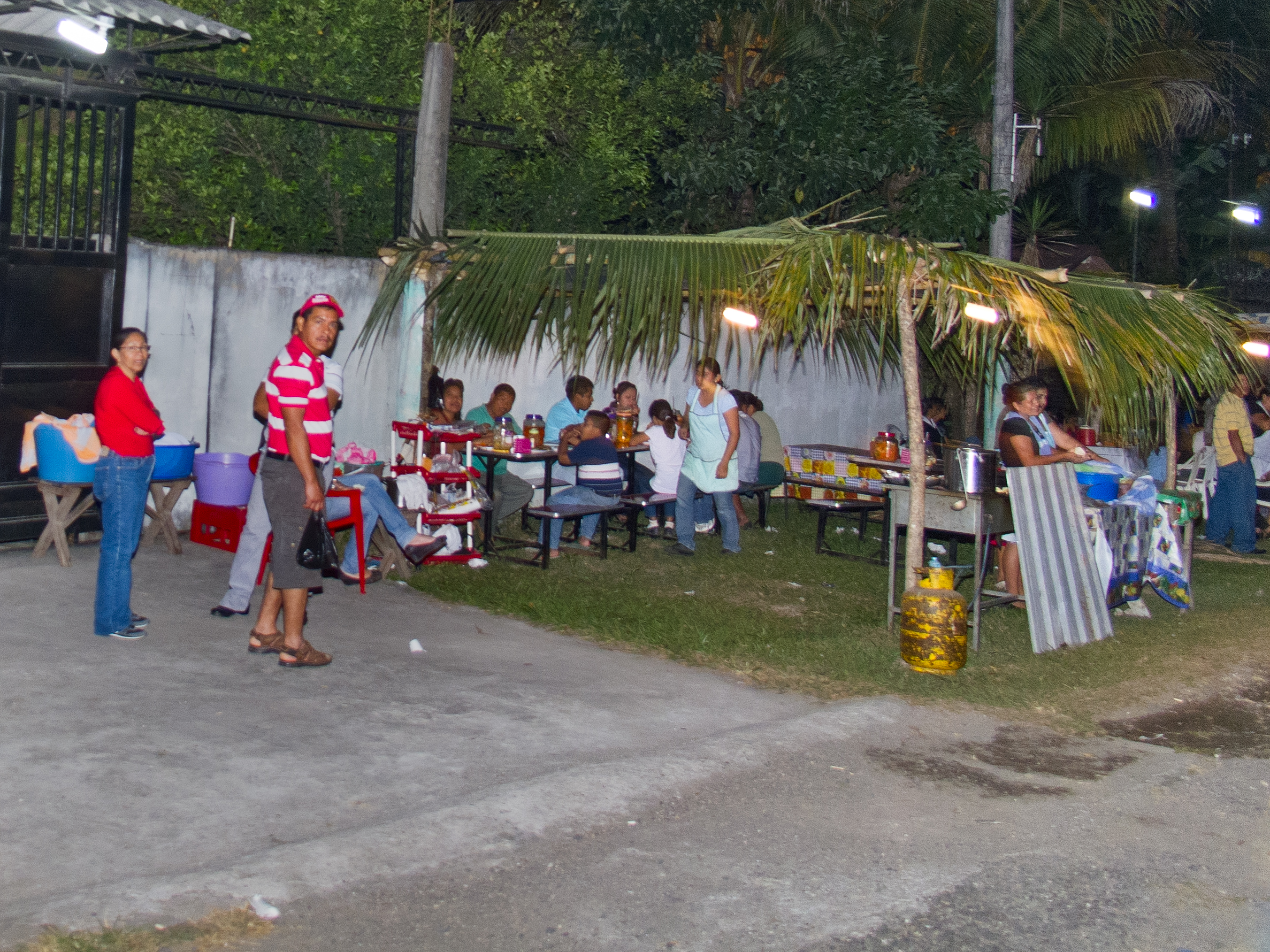
Une pupusería salvadorienne.